# Gutach im Breisgau
Gutach im Breisgau település Németországban, azon belül Baden-Württembergben. Lakosainak száma 4707 fő (2023. december 31.).

## Népesség
A település népessége az elmúlt években az alábbi módon változott:
| Lakosok száma | 3486 | 3620 | 3813 | 3546 | 3480 | 3951 | 4273 | 4429 | 4273 | 4707 |
|               | 1961 | 1967 | 1974 | 1980 | 1986 | 1993 | 1999 | 2005 | 2012 | 2023 |